# Wassili Konstantinowitsch Denissenko
Wassili Konstantinowitsch Denissenko (russisch Василий Константинович Денисенко; * 5. Januarjul. / 18. Januar 1915greg. in Gossudarstwennaja, heute im Rajon Kirowski (Stawropol); † 18. Oktober 1996 in Moskau) war ein sowjetischer Offizier.
Nach dem Zweiten Weltkrieg war er Angehöriger der sowjetischen Militärverbindungsmission bei der Britischen Rheinarmee und danach Assistent des Militärattachés in Finnland. In seiner Zeit als Militärattaché in Bern (16. Februar 1959 – 22. Juni 1964) gewann er den Schweizer Offizier Jean-Louis Jeanmaire als nachrichtendienstliche Quelle für die GRU.
Er trat 1977 in den Ruhestand.